# Traduzione

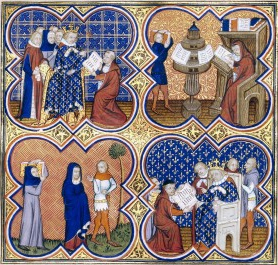
Carlo V il Saggio, re di Francia, ordina la traduzione di Aristotele. Il primo riquadro mostra il suo ordine di traduzione; secondo quadrato, la traduzione in corso. Il terzo e il quarto quadrato mostrano che la traduzione finale viene portata e poi presentata al Re.

La traduzione è un'attività che comprende l'interpretazione del significato di un testo ("sorgente", "di origine", "di partenza" o "prototesto") e la successiva produzione di un nuovo testo, equivalente a quello di origine, ma in un'altra lingua (lingua "di destinazione", "di arrivo" o "metatesto").
Il termine "traduzione" tuttavia non indica solamente l'atto del tradurre,  ma anche il testo tradotto, risultante da questa attività; per questi motivi, spesso alcuni studiosi e teorici hanno preferito evitare l'ambiguità  usando un termine diverso e più specifico: ad esempio (Henri Meschonnic), il verbo sostantivato "il tradurre", oppure (Georges Mounin) le locuzioni "attività traducente" (attività traduzione), "operazione traducente" (opération traduzione) o  altre ancora.

## Descrizione
Lo scopo del traduttore è quello di tradurre le parole. A causa delle differenze tra le lingue, spesso è difficile, a causa dell'intraducibilità delle lingue, conservare tanto il senso esatto quanto lo stile della scrittura — il ritmo, il registro, il suono, la metrica — e il traduttore si trova costretto a operare scelte che cambiano in funzione della natura del testo stesso e degli scopi che la traduzione si prefigge.
Se, per esempio, nel caso di una legge o di un testo tecnico deve essere privilegiata la maggiore aderenza possibile al significato del testo originale, la traduzione letteraria (narrativa, poesia...) può in certa misura scostarsi dall'esatto significato per mantenere invece lo stile e la metrica del testo originale, anzi il tutto della sua forma (Vegliante).
Vi sono poi situazioni in cui può essere necessario fare ricorso a note esplicative o a perifrasi; è il caso dei giochi di parole, di parole che rimano o si somigliano nella lingua originale ma non in quella di destinazione, dei proverbi oppure di concetti tipici della lingua e della cultura d'origine che non hanno equivalenti diretti nella lingua di destinazione.
Il traduttore può assumere uno specifico ruolo nell'individuazione dei testi da tradurre e in generale in tutte le fasi del progetto editoriale, in particolare quando tale progetto richiede competenze specialistiche sia relativamente agli ambiti linguistico-culturali fonte e target, sia relativamente al genere testuale e alle sue specifiche convenzione e genealogie letterarie. Questo può essere il caso di testi poetici o di generi narrativi dotati di una forte enciclopedia di temi e tropi condivisi da autori e lettori a cavallo di confini geografico-linguistici, come la fantascienza.
È importante, anche dal punto di vista etico, che la traduzione venga condotta basandosi sul testo nella sua lingua originale, anche se non è infrequente il caso di "traduzioni di traduzioni", da lingue più diffuse di quella originale. Negli ultimi decenni è infatti invalsa la prassi, soprattutto per le lingue meno diffuse, della traduzione del testo originale in inglese con poi una seconda traduzione dall'inglese nella lingua di destinazione.
La traduzione interlineare morfematica associa a ogni singola parola (morfema) del testo originale, una o più parole (morfemi) nella lingua di traduzione, con la eventuale integrazione di glossa interlineare. È un tipo di traduzione letterale, coerente e fedele dal punto di vita filologico col testo di partenza.

## Problemi della traduzione, ruoli e funzioni
Nella rappresentazione contemporanea della figura traduttiva, è stata fortemente voluta (anche dagli organi istituzionali con la creazione di cattedre universitarie apposite) l'introduzione della codifica di mediatore. Con questo appellativo la figura professionale può differenziarsi sia in mediatore culturale sia in mediatore linguistico. Proprio quest'ultimo caso rappresenta il talento traduttivo linguistico. Il problema base risiede già nell'etimologia delle due diverse parole, infatti  "traduttore" determina un pensiero vicino alla matematica trasposizione di due testi, una traslazione scientifica e precisa di un complesso sintattico a un altro, senza perdita di senso o di strutture semantiche.
Ciò in realtà è stato più volte smentito e valutato come poco realistico, mettendo in dubbio il processo traduttivo come un semplice input — output. Al contrario una mediazione è la via che l'uomo ha percorso fin dalla nascita dei linguaggi, cioè il trasporto e l'adeguamento di un messaggio segnico da un contesto a un altro, da un codice all'altro, da un paradigma all'altro. Lo stesso schema linguistico di Roman Jakobson prevede una minima parte delle diverse caratterizzazioni che negli ultimi 60 anni sono state prese in causa per la buona riuscita di un processo traduttivo.
Non sempre una parola nella lingua di partenza potrebbe essere sostituita 1:1 con una parola nella lingua d'arrivo, come riportato alla voce teoria della traduzione le dinamiche identificative delle componenti testuali diventano prioritarie.

## Traduzione simultanea
Con l'espressione traduzione simultanea, più esattamente chiamata interpretazione simultanea, viene invece inteso il lavoro di traduzione immediata di un discorso da una lingua a un'altra nel suo svolgersi; è un tipo di traduzione normalmente usato in assemblee e convegni internazionali per permettere a un uditorio composto di persone parlanti lingue diverse di seguire lo svolgersi dei lavori, ciascuno nella propria lingua.

## Teorie sulla traduzione

### Lo spazio intertestuale
Le teorie sulla traduzione sono molteplici. Una di queste, sostenuta da Peeter Torop, è quella dello spazio intertestuale. Lo studioso estone sostiene che «la cultura... provoca immancabilmente il confronto e la giustapposizione» e quindi nella traduzione di un testo è naturale che il traduttore faccia riferimento a informazioni che già conosce alterandone in parte il significato. Michail Bachtin afferma: «Qualsiasi comprensione è una correlazione del testo dato con altri testi e il ripensamento nel nuovo contesto». Viene così definito il concetto astratto di spazio intertestuale come luogo in cui si crea la letteratura e la si recepisce e interpreta.
Questa teoria amplia anche la definizione di traduzione stessa, che da mero passaggio da una lingua a un'altra diventa interpretazione del discorso altrui. Nel suo saggio Origini della terminologia filosofica moderna (2006), Tullio Gregory insiste sull'importanza sostanziale dell'opera dei traduttori, spesso e ingiustamente relegati in secondo piano per un inveterato pregiudizio sulla non originalità del loro lavoro. Se, da un lato, la traduzione si esercita su un patrimonio culturale e linguistico diverso, proponendo sempre un'interpretazione totale e originale, dall'altro, di fronte a dimensioni speculative ignote, impone “in maniera cogente” la creazione di strutture lessicali idonee a trascrivere l'originale.

### Punto di vista semiotico
Per traduzione si intende la trasposizione di un testo in una lingua, o codice naturale, diversa da quella in cui il testo è stato inizialmente concepito e scritto. Normalmente quando si parla di traduzione si utilizzano metafore di carattere agonistico e si parla quindi di "testo di partenza" e "testo di arrivo",  per delineare lo spazio in cui questo processo prende forma. La traduzione però non possiede solo una dimensione spaziale, bensì una dimensione temporale e culturale che è necessario tenere in considerazione. Volendo quindi utilizzare termini più precisi, si potrebbe chiamare il primo testo, quello da cui si traduce, "originale" o "prototesto" e il secondo, vale a dire il frutto del processo traduttivo, "traduzione" o "metatesto".
Tradurre è necessario per comunicare, è necessario per avvicinare un concetto a persone che provengono da realtà culturali differenti. Un elemento importante nel processo traduttivo è la presa di coscienza che ogni atto comunicativo comporta un "residuo comunicativo", un concetto, una parola o anche solo un'espressione davanti alla quale sembra bloccarsi la nostra traduzione, davanti alla quale sembra impossibile procedere con la traduzione. Questo comporta una particolare attenzione nel vedere quali parti del messaggio hanno o potrebbero avere elevate probabilità di non essere comprese appieno e in modo immediato e quali strumenti metatestuali si possono mettere in azione per gestire tale residuo comunicativo. La strategia comunicativa viene così a coincidere in buona parte con la strategia traduttiva, che deve tenere conto della dominante del testo e del lettore modello del metatesto. Qualsiasi discorso facciamo, infatti, scritto o orale, verbale o no, è inserito in un contesto che influenza il senso del discorso.
E la traduzione non può non tenere in considerazione l'ambito culturale che la caratterizza. Il semiotico estone Jurij Lotman nel suo saggio intitolato La semiosfera (1985) analizza questo importante rapporto di influenza tra "prototesto" e "metatesto" e quindi tra autore e ambiente culturale. L'universo della cultura è paragonato a un organismo, le cui cellule, rappresentate dalle singole culture, interagiscono, arricchendosi tra loro. Concetto chiave di questa teoria è quello di "confine" che è permeabile proprio come la membrana di una cellula. Questo confine unisce due diverse culture ma nello stesso tempo le divide mostrandone le varie diversità. Ed è proprio in questo confine che prende forma la traduzione. È nella semiosfera che due culture interagiscono tra loro. Lotman vede il rapporto tra cultura propria e cultura altrui come una benefica possibilità di arricchimento, di crescita per le due culture che possono così fecondarsi ed evolversi. Questa dinamica proprio/altrui, che è lontana dal voler creare uniformità e omogeneità, sviluppa le singole culture, tenendo in considerazione anche quelle minoritarie, che prendono coscienza della propria differenza e identità proprio attraverso il confronto con l'altro. Ed è all'interno del confronto tra noi e l'altro che prende forma la traduzione.

### Tipi di traduzione
Esistono molti tipi di traduzione, una delle principali distingue tra traduzione attiva e traduzione passiva – traduzione attiva è quella in cui si traduce dalla propria lingua madre verso una lingua straniera conosciuta, mentre traduzione passiva è quella in cui si traduce da una lingua straniera conosciuta alla propria lingua madre.

## Strumenti per i traduttori

### CAT (computer-assisted translation)
Ben diversa dalla traduzione automatica (in cui l'intervento umano si limita all'introduzione del testo nel processo automatizzato) è la cosiddetta CAT, acronimo di Computer-Assisted Translation o Computer-Aided Translation, ovvero traduzione assistita. Nella CAT il software di traduzione si basa sulla costruzione progressiva di una banca dati di termini specialistici, in continua espansione, e sulla comparazione di corpora di testi. Questo meccanismo gioca soprattutto sull'elevata ricorrenza della terminologia settoriale che caratterizza i testi tecnici, di conseguenza la CAT ottiene ottimi risultati nel settore della traduzione tecnica.

### Comunità di pratica
Le comunità di pratica per traduttori, che in genere sono comunità virtuali, sono luoghi in cui si condividono conoscenze riguardo alla traduzione. Professionisti della traduzione, specializzati in diversi settori, condividono la loro esperienza e il loro lavoro con altri professionisti, studenti e tutti coloro che hanno bisogno del parere di qualcuno che ha maturato una certa esperienza in un determinato campo. Queste comunità virtuali, che nella maggior parte dei casi sono strutturate come forum o mailing list di professionisti, sono il posto in cui i traduttori possono confrontarsi, chiedere pareri a proposito di testi specifici o traduzioni particolarmente ostiche.
Per il mestiere di traduttore la possibilità di chiedere a un esperto quale sia il traducente migliore in un determinato contesto è molto importante e forse proprio per questo le comunità si sono moltiplicate sul web, a volte anche dietro la spinta di enti istituzionali (ne è l'esempio la comunità di pratica del sito canadese LinguisTech, creato dal centro di ricerca per le tecnologie linguistiche (CRTL), un centro istituito dal governo canadese nel quadro del Piano d'azione per le lingue ufficiali).
Per quanto riguarda le mailing list, l'iscrizione è necessaria, ma i forum spesso sono consultabili anche senza iscrizione, indispensabile solo per scrivere nuovi interventi o per rispondere a quelli già presenti. In questo modo, anche chi arriva su queste pagine web per caso (magari attraverso un motore di ricerca) può apprezzare i lati positivi della condivisione delle conoscenze.
Diamo alcuni esempi di comunità per traduttori:
- Biblit
- Langit
- ProZ.com

poi si possono notare  anche altri traduttori di sopra...

## Formazione in Italia
In Italia il Miur ha istituito una laurea triennale in Mediazione linguistica (L-12) e una laurea magistrale in Traduzione specialistica e Interpretariato (LM-94).